# ジェンダーに基づく暴力
ジェンダーに基づく暴力（英語: Gender-Based Violence , GBV）は、社会的性差（ジェンダー）に基づき、相手の意志に反して害を与える行為全般を意味する用語であり、国際機関が保護する基本的人権を侵害するものである。女性、男性あるいはLGBTの人々に対する身体的暴力（暴行）・性的暴力（強姦・強制猥褻・避妊への非協力・妊娠中絶強要などの性的暴行）・心理的暴力（セクシャルハラスメント）のみならず、社会的経済的虐待などを含む。
社会において女性であることがどのような意味を持つかは、マスメディアによる影響を強く受ける。マスメディアが女性に対する暴力を美化することで、女性が劣った存在として位置付けられ、暴力の対象になる有害な文化環境が醸成されると指摘されている。

## 参考図書
- ステファニー・クープ『国際刑事法におけるジェンダー暴力』日本評論社、2012年5月15日。